# Laura Soares Abrantes

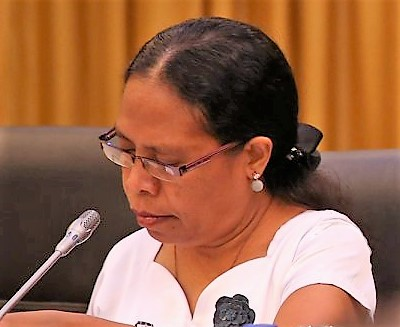
Laura Soares Abrantes (2019)

Laura Soares Abrantes ist eine osttimoresische Soziologin, Unabhängigkeits- und Frauenaktivistin und Diplomatin.

## Werdegang
Als Studentin auf Java war Abrantes bereits im osttimoresischen Widerstand gegen die indonesische Besatzung (1974–1999) aktiv. Sie schloss ihr Studium 1993 mit einem Bachelor-Titel in pädagogischer Psychologie ab. In Osttimor arbeitete Abrantes weiter im Widerstand mit Hilfe ihrer Tätigkeit bei den katholischen Pfadfindern und Mitarbeiterin für die Caritas und der Frauenrechtsorganisation Fokupers in Dili.
2011 erhielt Abrantes in Brasilien einen Master-Titel in Soziologie für ihre Arbeit über das timoresische Frauennetzwerk Rede-Feto Timor-Leste. 2012 war sie Beraterin in Gender-Fragen für die osttimoresische Frauenrechtsorganisation APSC-TL. Am 23. Oktober 2017 wurde Abrantes von Präsident Francisco Guterres in den Staatsrat Osttimors berufen. Das Amt hatte sie bis 2023 inne. 
Am 13. März 2024 erhielt Abrantes die Ernennung zur Ständigen Vertreterin Osttimors bei der Gemeinschaft der Portugiesischsprachigen Länder.

## Veröffentlichungen
- Interview für Buibere: Voice of East Timorese Women, East Timor International Support Centre, Darwin 1999. Ausgabe in Tetum: Buibere: Lian Feto Timor Lorosa'e Nian, Fokupers, Dili 2001.
- Hakerek ho Ran (deutsch Geschrieben in Blut), Dili 2003.
- Interview für Independent Women: The Story of women's activism in East Timor, Catholic Institute for International Relations, London 2005.
- Hau Fo Midar Hau Simu Moruk (deutsch Ich gebe Süße, ich bekomme Bitternis), Dili 2007.
- Baseline Study on Sexual and Gender-Based Violence in Covalima and Bobonaro, APSC-TL, 2009
- Step by Step: Women of East Timor, Stories of Resistance and Survival, Charles Darwin University Press, Darwin 2011.
- Zusammen mit Isabel Beba Sequeira: Secrecy: The Key to Independence, 2012. Ausgabe in Tetum: Xave ba Ukun Rasik-An, Dili 2008. Mündlich überlieferte Geschichte von Frauen aus Timor.[1]